# Vali Nasr

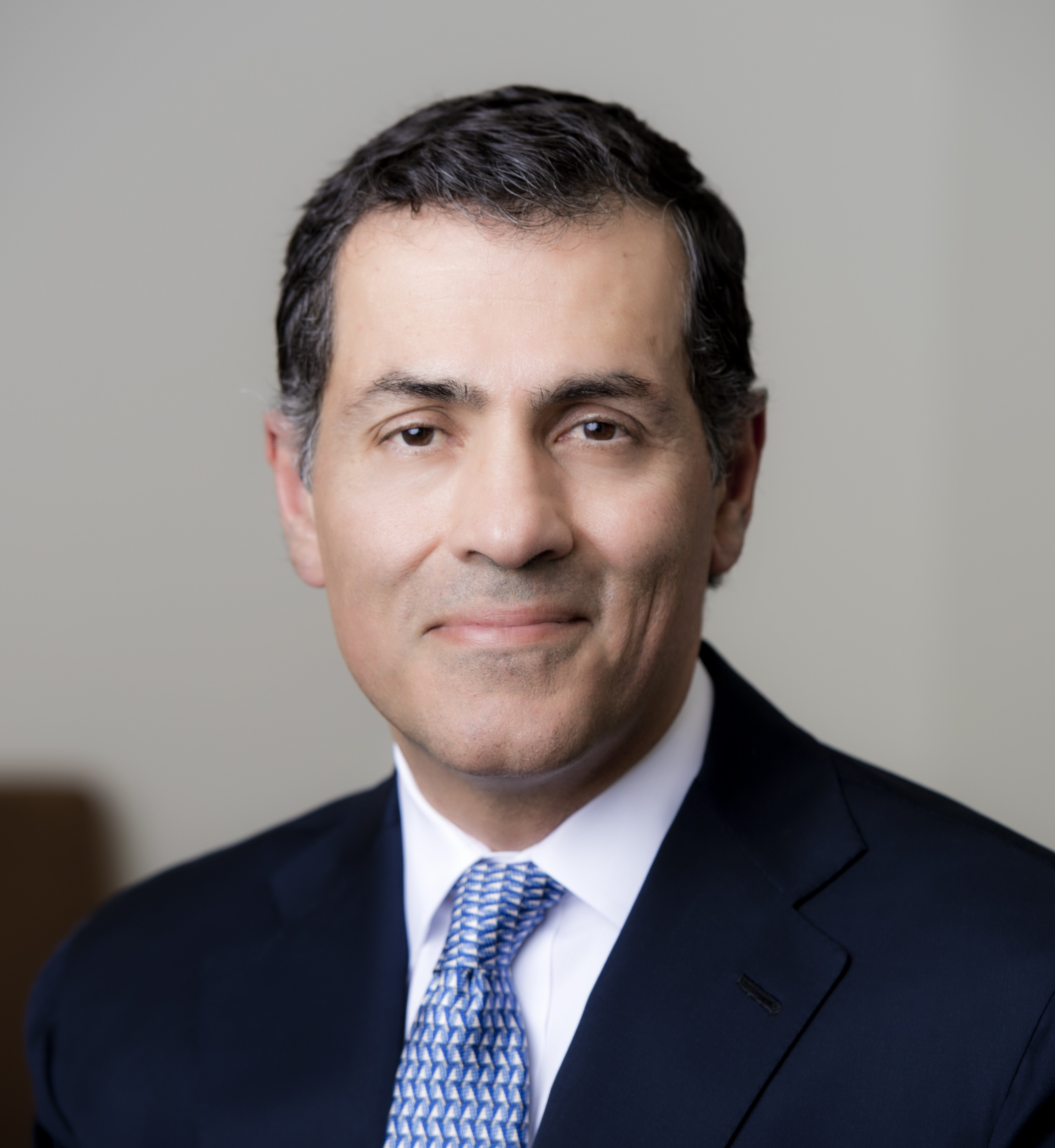
Vali Nasr

Seyyed Vali Reza Nasr (persisch سید ولی رضا نصر) (* 20. Dezember 1960 in Teheran) ist ein US-amerikanischer Politikwissenschaftler, Universitätsdozent, politischer Berater der Demokratischen Partei und Fellow der Brookings Institution. Er gilt als Experte für den Nahen Osten allgemein und seine Heimat Iran im Besonderen. Wie sein Vater, der Philosoph Hossein Nasr, ist er Schiit.

## Leben
Nasrs Familie musste nach der Iranischen Revolution das Land verlassen und emigrierte in die USA. Er studierte Politik an der Fletcher School der Tufts University und machte 1991 seinen Doktor am MIT. Seit den 1990ern veröffentlicht er regelmäßig Artikel in Foreign Policy und Foreign Affairs, der Zeitschrift des Council on Foreign Relations.
2009 bis 2011 arbeitete er als Berater des US-Gesandten für Afghanistan und Pakistan, Richard Holbrooke des State Department, seither ist er Dean an der Paul H. Nitze School of Advanced International Studies der Johns Hopkins University. Er ist ein großer Kritiker der Senkung des Nahost-Engagements der USA („is not going too far to say that American foreign policy has become completely subservient to tactical domestic political considerations“) und ist ebenfalls gegen die US-Sanktionen gegen Iran. Auch die Europäer seien viel zu passiv.

## Werke (Auszug)
- Mawdudi and the Making of Islamic Revivalism. Oxford University Press, 1996
- The Islamic Leviathan: Islam and the Making of State Power. Oxford University Press, 2001
- Democracy in Iran: History and the Quest for Liberty (Co-Autor). Oxford University Press, 2006
- The Shia Revival: How Conflicts Within Islam will Shape the Future. W.W. Norton, 2006
- Forces of Fortune: The Rise of the New Muslim Middle Class and What It will Mean for Our World. Free Press, 2009. (teils unter den Titeln: The Rise of Islamic Capitalism: Why the New Middle Class is Key to Defeating Extremism und Meccanomics: The March of the New Muslim Middle Class)
- 2013 – Dispensable Nation: American Foreign Policy in Retreat (Doubleday)
- mit Narges Bajoghli, Djavad Salehi-Isfahani, Ali Vaez: How Sanctions Work: Iran and the Impact of Economic Warfare. Stanford University Press, Palo Alto 2024, ISBN 978-1-5036-3731-3.
- Iran’s Grand Strategy: A Political History. Princeton University Press, Princeton 2025, ISBN 978-0-691-26892-7.